# ليسبون (كونيتيكت)
ليسبون (بالإنجليزية: Lisbon, Connecticut)‏ هي معلم جغرافي تقع في الولايات المتحدة في كونيتيكت. يقدر عدد سكانها بـ 4,338 نسمة ومساحتها 43.0 كم2 وترتفع عن سطح البحر 100 متر.

## أعلام
- هارون دوايت ستيفنز